# 圆栉锉蛤
圆栉锉蛤（学名：Ctenoides ales），是莺蛤目狐蛤科Ctenoides的一种。主要分布于中国大陆、台湾，常栖息在潮下带水深5－20米、岩礁底质、南沙水深111米、砂质底。比較奇特的是此類貝的開口處都有兩條反光帶，閃爍時有如貝內閃著閃電一般，也是常見的水族箱觀賞貝，不過還未有成功長期飼養的紀錄，壽命約3-5年。